# Colin Kleine-Bekel
Colin Kleine-Bekel (Bielefeld, 24 januari 2003) is een Duits voetballer die doorgaans als centrale verdediger speelt. In juli 2023 maakte Kleine‑Bekel zijn debuut voor Holstein Kiel in de 2. Bundesliga. In mei 2025 verruilde hij Kiel transfervrij voor VfL Bochum.

## Clubloopbaan

### Jeugd
Kleine-Bekel begon met voetballen bij VfR Wellensiek. Vervolgens speelde hij in de jeugdopleiding van Arminia Bielefeld, waarna hij in 2015 overstapte naar de jeugdacademie van Borussia Dortmund.

#### Borussia Dortmund
Kleine-Bekel begon bij Borussia Dortmund in de onderbouw, waar hij alle jeugdelftallen doorliep. Als C-junior maakte hij in de laatste competitiewedstrijd van het seizoen 2018/19 zijn debuut in de Onder-17. In de met 0–6 gewonnen uitwedstrijd tegen MSV Duisburg stond hij in de basis en speelde hij de volledige wedstrijd. Het seizoen daarop sloot hij definitief aan bij de Onder-17, waarin hij als centrale verdediger direct een basisplaats veroverde en geen enkele minuut miste. Na afloop van het seizoen stroomde hij door naar de Onder 19.
Door de maatregelen rondom COVID-19 kwam hij in het seizoen 2020/21 niet in actie in officiële wedstrijden. In de voorbereiding op het seizoen 2021/22 nam hoofdtrainer Marco Rose hem mee op trainingskamp met het eerste elftal naar  Bad Ragaz in Zwitserland. Op 7 augustus 2021 speelde hij zijn eerste officiële wedstrijd voor de Onder-19, een regionale bekerwedstrijd tegen Preußen Münster (4–1 winst), waarin hij in de basis begon en in de 89e minuut zijn eerste doelpunt maakte. Met Borussia eindigde hij dat seizoen als eerste in de competitie, waardoor de ploeg zich plaatste voor de eindronde om het kampioenschap. In de halve finale werd in twee wedstrijden afgerekend met Schalke 04, met Kleine-Bekel als aanvoerder. In de finale tegen Hertha BSC speelde hij opnieuw de volledige 90 minuten en won hij met 1–2. Na afloop van het seizoen besloot Borussia Dortmund zijn aflopende contract niet te verlengen. Kleine-Bekel vervolgde zijn loopbaan bij Holstein Kiel.

##### Youth League
In zijn laatste seizoen bij Borussia Dortmund debuteerde Kleine-Bekel op 15 september 2021 in de Youth League, tijdens de poulewedstrijd tegen Beşiktaş. In de met 2–3 gewonnen uitwedstrijd viel hij in de 82e minuut in. Dortmund bereikte dat seizoen de kwartfinale, waarin het werd uitgeschakeld doorAtlético Madrid. Kleine-Bekel speelde in totaal acht wedstrijden in de Youth League en kwam daarin onder meer uit samen met Julian Rijkhoff en Tom Rothe.

### Holstein Kiel
In juni 2022 maakte Kleine-Bekel de overstap naar Holstein Kiel, waar hij een contract voor drie jaar tekende. Op 31 juli 2022 debuteerde hij voor het tweede elftal in de uitwedstrijd tegen Hamburger SV II, waarin hij in de 57e minuut werd ingebracht. Tijdens zijn tweede wedstrijd in de Regionalliga Nord, tegen SV Atlas Delmenhorst, maakte hij als centrale verdediger zijn basisdebuut en speelde direct de volledige 90 minuten. Op 9 oktober scoorde hij zijn eerste seniorendoelpunt in de met 1–2 verloren thuiswedstrijd tegen Hannover 96 II, waarbij hij in de 41e minuut de gelijkmaker maakte. In de winter werd Kleine-Bekel opgenomen in het trainingskamp van het eerste elftal in Spanje. Tijdens de laatste competitiewedstrijd van dat seizoen maakte hij zijn debuut in het eerste elftal, toen hij op 28 mei in de met 1–5 gewonnen uitwedstrijd tegen Hannover 96 in de 80e minuut werd ingebracht als vervanger van Timo Becker.
Trainer Marcel Rapp haalde Kleine-Bekel voor het seizoen 2023/24 over naar de eerste selectie van Holstein Kiel. Op 30 juli 2023 maakte hij zijn basisdebuut in het eerste elftal tijdens de uitwedstrijd in de 2. Bundesliga tegen Eintracht Braunschweig. Rapp liet hem als centrale verdediger starten, waar hij de volledige wedstrijd speelde. Kleine-Bekel was vervolgens onmisbaar in het elftal en stond tot de winterstop in alle competitiewedstrijden aan de aftrap. Mede door zijn bijdrage ging Kiel als koploper het winterreces in.Door een zware blessure die hij opliep tijdens een interlandwedstrijd met Duitsland –21 moest hij de laatste acht wedstrijden van het seizoen missen. Hoewel Kiel openstond voor een contractverlenging, wilde Kleine-Bekel eerst zijn revalidatie afwachten, waarna Kiel de onderhandelingen stopzette. Hij moest vanaf de zijlijn toekijken hoe zijn ploeggenoten het seizoen afsloten op de tweede plaats en daarmee voor het eerst in de clubgeschiedenis promoveerden naar de Bundesliga. Zijn blessure was zo ernstig dat hij het gehele seizoen 2024/25 niet in actie kon komen. In dat seizoen degradeerde Kiel na één jaar terug naar de 2. Bundesliga. Aan het einde van het seizoen maakte Kleine-Bekel transfervrij de overstap naar het eveneens gedegradeerde VfL Bochum.

### VfL Bochum
In mei 2025 werd bekend dat Kleine-Bekel een contract tot 2028 had getekend bij VfL Bochum.

## Clubstatistieken
| Seizoen                    | Club             | Competitie        | Competitie | Competitie | Beker | Beker | Internationaal | Internationaal | Overig | Overig | Totaal | Totaal |
| Seizoen                    | Club             | Competitie        | Wed.       | Dlp.       | Wed.  | Dlp.  | Wed.           | Dlp.           | Wed.   | Dlp.   | Wed.   | Dlp.   |
| -------------------------- | ---------------- | ----------------- | ---------- | ---------- | ----- | ----- | -------------- | -------------- | ------ | ------ | ------ | ------ |
| 2022/23                    | Holstein Kiel II | Regionalliga Nord | 34         | 1          | –     | –     | –              | –              | 1      | 0      | 35     | 1      |
| 2023/24                    | Holstein Kiel    | 2. Bundesliga     | 24         | 0          | 2     | 0     | –              | –              | –      | –      | 26     | 0      |
| 2025/26                    | VfL Bochum       | 2. Bundesliga     | 0          | 0          | 0     | 0     | –              | –              | 0      | 0      | 0      | 0      |
| Carrière totaal            | Carrière totaal  | Carrière totaal   | 58         | 1          | 2     | 0     | –              | –              | 1 *    | 0      | 61     | 1      |
| Bijgewerkt tot 5 juli 2025 |                  |                   |            |            |       |       |                |                |        |        |        |        |

* In het seizoen 2022/23 maakte Kleine-Bekel één keer zijn debuut in het eerste elftal van Holstein Kiel, terwijl hij voornamelijk uitkwam voor het tweede elftal.

## Interlandloopbaan
Kleine-Bekel kwam uit voor diverse Duitse nationale jeugdelftallen nam met geen van deze selecties deel aan een eindtoernooi. Op 12 oktober 2018 debuteerde hij voor Duitsland –16 in een oefeninterland tegen België. Onder leiding van bondscoach Christian Wück stond hij in de basis en werd in de 61e minuut gewisseld. Op 12 september 2023 maakte hij zijn eerste interlanddoelpunt voor Duitsland –21 tijdens een EK-kwalificatiewedstrijd tegen Kosovo. In de met 0–3 gewonnen uitwedstrijd scoorde hij in de 89e minuut het derde doelpunt, na een voorzet van Brajan Gruda. Duitsland wist zich te kwalificeren voor het eindtoernooi in Slowakije, maar Kleine-Bekel moest wegens een blessure verstek laten gaan. In totaal speelde hij vijf interlands voor Duitse jeugdselecties, samen met onder anderen Eric Martel, Youssoufa Moukoko, Maximilian Beier, Nick Woltemade en Noah Atubolu.
| Jeugdinterlands van Colin Kleine-Bekel voor Duitsland () | Jeugdinterlands van Colin Kleine-Bekel voor Duitsland () | Jeugdinterlands van Colin Kleine-Bekel voor Duitsland () | Jeugdinterlands van Colin Kleine-Bekel voor Duitsland () | Jeugdinterlands van Colin Kleine-Bekel voor Duitsland () | Jeugdinterlands van Colin Kleine-Bekel voor Duitsland () |
| №                                                        | Datum                                                    | Wedstrijd                                                | Uitslag                                                  | Soort Wedstrijd                                          | Doelpunten                                               |
| Als speler bij Duitsland –16                             | Als speler bij Duitsland –16                             | Als speler bij Duitsland –16                             | Als speler bij Duitsland –16                             | Als speler bij Duitsland –16                             | Als speler bij Duitsland –16                             |
| -------------------------------------------------------- | -------------------------------------------------------- | -------------------------------------------------------- | -------------------------------------------------------- | -------------------------------------------------------- | -------------------------------------------------------- |
| 1.                                                       | 12 oktober 2018                                          | Duitsland – België                                       | 1 – 4                                                    | Vriendschappelijk                                        |                                                          |
| Als speler bij Duitsland –21                             |                                                          |                                                          |                                                          |                                                          |                                                          |
| 1.                                                       | 8 september 2023                                         | Duitsland – Oekraïne                                     | 2 – 0                                                    | Vriendschappelijk                                        |                                                          |
| 2.                                                       | 12 september 2023                                        | Kosovo – Duitsland                                       | 0 – 3                                                    | EK-kwalificatie                                          | Goal                                                     |
| 3.                                                       | 13 oktober 2023                                          | Bulgarije – Duitsland                                    | 2 – 3                                                    | EK-kwalificatie                                          |                                                          |
| 4.                                                       | 21 november 2023                                         | Duitsland – Polen                                        | 3 – 1                                                    | EK-kwalificatie                                          |                                                          |
| Bijgewerkt tot 10 februari 2024                          |                                                          |                                                          |                                                          |                                                          |                                                          |

## Erelijst
| Kampioen A-Junioren Bundesliga | 1x | 2021/22 |